# TIGR
TIGR (kratica za imena Trst, Istra, Gorica in Reka) je bila revolucionarna podtalna organizacija slovenskih in hrvaških domoljubov, nacionalistov in predvsem protifašistov. Delovala je na slovenskem in hrvaškem etničnem ozemlju, ki je bilo po Rapalski pogodbi priključeno Italiji. Veliko članov te organizacije je bilo povezanih z jugoslovansko, posamezniki pa tudi z britansko obveščevalno službo, bili pa so tudi vojaško usposobljeni. Organizacija je imela sporazum s Komunistično partijo Italije. TIGR pri svojem boju ni izbiral sredstev. Nasilno je napadal fašistične ustanove, patrulje in izvajal sabotaže. Dobival je tudi pomoč izseljenih Primorcev iz Jugoslavije, uradna jugoslovanska oblast je po sprejemu Obznane pripadnike TIGR-a celo preganjala, zapirala in predajala italijanskim oblastem (primer Srečko Vilhar).

## Nastanek
Primorski Slovenci so se morali začeti upirati skrajnemu italijanskemu nacionalizmu in iredentizmu že pred prvo svetovno vojno, v času oblasti Avstroogrske monarhije, prvi spopadi z italijanskimi okupacijskimi enotami pa so bili že leta 1919 (Ostrožno brdo, Osp). Na pravo naravo fašizma je naše ljudi posebej opozorili napad na otroke tržaških delavcev leta 1919 in požig Delavskega doma. Naslednje leto se je že zgodil požig Narodnega doma v Trstu, kateremu je sledilo še več kot 120 drugih napadov, razdejanj in požigov raznih delavskih institucij, tiskarn, uredništev, slovenskih podjetij in domov. V takratni deželi Julijski krajini, katere glavno mesto je bil Trst, so v začetku leta 1921 še bolj kot prvi požigi odmevali upor rudarjev v Raši in ustanovitev Labinske (sovjetske) republike, uboj 5 mladih delavcev v Pulju in streljanje na otroke v Strunjanu (dva mrtva več hudo ranjenih). V Slovenskem delu Istre so se upori proti škvadrističnemu terorju in spopadi razplamteli ob volitvah leta 15. 5. 1921 (Marezige, Pobegi, Čežarji, Mačkolje, Osp, Sočerga), v katerih je bilo ubitih več ljudi, tudi fašistov, temu pa je sledilo množično zapiranje in preganjanje. Ljudi so v upor vodili tako komunisti kot tudi duhovniki.
Ob požigih kulturnih domov in prepovedi delovanja Slovenskih kulturnih društev so se mladinci 24. septembra 1922 organizirali v  Zvezo mladinskih društev. Ta zveza je nato postala temelj razvoja Borbe ali tržaškega dela Tigra, ki je bil organiziran v tajne udarne trojke. Tudi bazoviški junaki Ferdo Bidovec, Fran Marušič, Zvonimir Miloš in Alojz Valenčič so bili vsi člani teh društev. Od tod so se ideje širile po vsej Primorski, kjer je prihajalo tudi do različnih spontanih oblik organiziranja. V boju proti raznarodovalni politiki fašističnega režima v Julijski krajini so se nekateri slovenski domoljubi iz območja italijanske Notranjske (predvsem iz okolice Postojne) povezali z nekaterimi skupinami orjunašev z jugoslovanske strani meje. Vezi med primorskimi antifašisti in Orjuno so se kmalu pretrgale, saj se je protifašistično gibanje zavračalo nacionalistično in celo fašistično usmeritev Orjune.
Da bi se okupirana slovanska naroda v Italiji povezala v boju proti fašizmu na Primorskem in v Istri, se je skupina primorskih Slovencev: Zorko Jelinčič, Dorče Sardoč, Jože Dekleva, Albert Rejec, Andrej Šavli in Jože Vadnjal, sestala na Nanosu sredi septembra 1927 in tako postavila temelje organizacije TIGR (navdih za ime so dobili pri glasilu istrskih dijakov, ki je izhajalo v Karlovcu pod naslovom TIMOR, kar je pomenilo Tužnu Istru moraju osloboditi rodjaci). Sestanek je bil neformalen. Zaradi konspiracije niso pisali zapisnika. Kmalu nato so se v Trstu sestali Fran Marušič, Vekoslav Španger, Zvonimir Miloš in Drago Žerjal. Na sestanku so bila sprejeta pravila tajne organizacije Borba in se je povezovala in delovala z organizacijo TIGR. Člani teh organizacij so bili različno politično usmerjeni domoljubi in rodoljubi od desničarjev, ki so sodelovali z Orjuno, do komunistov, ki so bili člani obeh tigrovskih organizacija in KPI, ki so izhajali iz tržaškega delavskega gibanja (Pinko Tomažič, Tone Tomšič, Joco Turk, Branko Babič, Ivan Sancin). Ta povezava s komunisti pa je bila na goriškem manj opazna. V Tigr se je vključevala tudi skupina slovenskih domoljubov, ki je poizkušala doseči priključitev primorske k Jugoslaviji s pomočjo Združenega kraljestva, ki je bila tudi pobudnik tajnega Londonskega sporazuma, s katerim so Italiji obljubili za izdajo svojih zaveznikov in prestop k Antanti tudi Primorsko.
Obe organizaciji sta delovali po načelu trojk. Med seboj so se poznali le člani trojke in le vodilni v skupini je imel stike z naslednjo trojko oziroma z vodstvom. Trojke so se nato povezovale v celice, sektorje in srenje. Člani akcijskih trojk so se identificirali z osebnim dokumentom, na katerem je bila na skrivnem, točno dogovorjenem mestu, zapisana številka 4, ki je pomenila štiri črke TIGR. Borba je takoj pričela z akcijami. Požigali so poitalijančene šole, vrtce, uničevali skladišča orožja italijanske vojske. Zgledovali so se po fašističnih skvadristih, ki so enake napade izvajali nad delavskimi in slovenskimi društvi, šolami, ipd.
Goriška veja organizacije TIGR pa se je v začetku posvečala predvsem ohranjanju slovenske besede med ljudstvom. Tako so kljub uradni ukinitvi prosvetnih društev na Goriškem tigrovci pod vodstvom Zorka Jelinčiča organizirali mladinske shode na katerih so ohranjali slovensko besedo in se seznanjali z delom organizacije. Tigrovci so poskrbeli, da so se otroci doma lahko učili pisati in brati v slovenščini. V ta namen je bila sestavljena čitanka z naslovom Pod domačim krovom, ki jo je napisal Ciril Drekonja. Skrbeli so tudi za tiskanje in razmnoževanje ilegalne literature, ki so jo večinoma tiskali v Ljubljani, financirali pa so jo primorski emigranti v Jugoslaviji. Z ilegalno literaturo so poskrbeli za množični bojkot plebiscita za formalno priključitev Julijske krajine Italiji, marca 1929. Zalomilo se je le v Istri, kjer se je material uničil oziroma izgubil. Prišlo je do incidenta - istrski tigrovci so streljali na skvadriste, ki so kmete na silo gonili na volitve. Vladimir Gortan iz Berama pri Pazinu je bil kot »vodja slovanskih teroristov« aretiran in nato obsojen na smrt. Ustreljen je bil 17. oktobra 1929 pri Pulju.

## Razkritje in 1. tržaški proces
Organizacijo TIGR so italijanske oblasti odkrile šele po atentatu na uredništvo tržaškega časopisa Il Popolo di Trieste. Obtoženim so sodili na posebnem sodišču za varnost države v Trstu (1. tržaški proces). Na procesu, ki je trajal od 1. do 5. septembra 1930, so bili Ferdo Bidovec, Fran Marušič, Zvonimir Miloš in Alojz Valenčič obsojeni na smrt in ustreljeni na gmajni pri Bazovici 6. septembra 1930, ostalim dvanajstim obtožencem so dosodili zaporne kazni.
Prvi tržaški proces je člane spodbudil, da so svoje delo opravljali bolj previdno, bolj organizirano in povezano. Člani organizacije so se začeli povezovati z italijanskimi antifašisti tj. s Komunistično partijo Italije. Med KPI in TIGR je bil julija 1936 podpisan pakt v Parizu, ki je zagotavljal, da bi komunisti, v primeru prevzema oblasti v Italiji, slovenski in hrvaški narodni manjšini zagotovili vse narodnostne pravice, torej uporabo jezika, ustanavljanje lastnih društev in organizacij ter osnovanje lastnega gospodarstva.
TIGR je med letoma 1938 in 1939 začel tihotapiti orožje iz jugoslovanskih vojaških skladišč preko ilirskobistriškega in pivškega območja, da bi v primeru italijanskega napada na Jugoslavijo morda uspeli za nekaj časa ustaviti prodor italijanske vojske. V teh letih je bila organizacija povezana tudi z britansko obveščevalno službo, British Intelligence, in jim posredovala podatke, ki jih je zbirala o italijanski oborožitvi, vojaški moči in pripravljenosti. Ko je leta 1938 Benito Mussolini, italijanski fašistični voditelj, obiskal Kobarid, so nekateri člani načrtovali atentat nanj, vendar ga niso izpeljali, saj bi bile civilne žrtve med Slovenci.
Tigrovci so na številnih krajih Primorske in Notranjske skrivali večje količine orožja in eksploziva, ki so jih v letih med obema vojnama zbirali in kopičili na skrivnih lokacijah. Večjo pošiljko orožja so dobavili tudi Pinku Tomažiču, ki je skupaj s svojo skupino komunistov in tigrovci iz kroga Danila Zelena na Miljskih hribih spomladi leta 1940 že pripravljal na oborožen upor prvo gverilsko (partizansko) borbeno enoto, a do tega ni prišlo, ker je italijanska tajna policija odkrila nekaj njihovih voditeljev, in jih zaprla, ne da bi vedeli za te priprave.
Leta 1941 je bilo devet članov organizacije obtoženih terorizma in vojnega vohunstva. Komunista Pinka Tomažiča in štiri tigrovce (Viktorja Bobka, Ivana Ivančiča, Simona Kosa, Ivana Vadnala) in enega so usmrtili na Opčinah, številne pa na dolge zaporne kazni in konfinacijo. Takrat so onesposobili vse vodilne člane in najbolj borbene člane te organizacije TIGR in jo tudi dokončno zatrli.

## 2. svetovna vojna
Ob začetku druge svetovne vojne so bili tigrovci popolnoma zdesetkani, zaporom ali smrti so se rešili le tisti, ki so zbežali v Jugoslavijo, in še tu so se morali skrivati. 13. maja 1941 so se zapletli v prvi oborožen spopad po italijanski okupaciji.  Skupina tigrovcev na Mali gori nad Ribnico (Anton Majnik, Danilo Zelen, Ferdo Kravanja) se je spopadla z italijansko orožniško patruljo. Kraj bivališča tigrovcev so italijanskim karabinjerjem izdali slovenski orožniki, ki so nato sodelovali z Italijani pri oboroženem napadu na tigrovsko trojko. Ranjeni tigrovci so si hoteli sami vzeti življenje, to je uspelo le njihovemu vodji Danilu Zelenu. Ferdo Kravanja in Anton Majnik sta kasneje zbežala k partizanom. Nekateri tigrovci so zavrnili sodelovanje v odporniškem gibanju pod vodstvom komunistov. Tudi begunci so se med prvimi priključili partizanom in se včlanili v partijo, le redki so še naprej sodelovali z obveščevalnimi službami zahodnih zaveznikov. Osvobodilna fronta pa Tigra kot antifašistične skupine, kot tudi ne primorskih komunistov, ki so bili člani Komunistične partije Italije, ni povabila k sodelovanju. Nekateri tudi trdijo, da je vodstvo komunistične partije nekatere tigrovce, ki so v Afriki kot četniki prisegli begunskemu kralju in bili izurjeni angleški obveščevalci, likvidiralo že v času vojne - med drugimi tudi Maksa Rejca (brata neformalnega vodje TIGR, Alberta). V času hladne vojne, ko je grozila nova vojna za Trst z nekdanjimi zaveznicami, so bili nekateri tigrovci, ki so sodelovali z angleško obveščevalno službo, postavljeni na rob političnega življenja, imeli so težave pri iskanju služb, bili so pod nadzorom tajnih služb. Nekateri, ki niso hoteli več sodelovati z angleškimi obveščevalnimi službami, med temi Ciril Kobal, so bili preganjani in zaprti tudi od angleških oblasti v Trstu.
TIGR po drugi svetovni vojni ni imel izpostavljene vloge v zgodovinskem spominu. Za dan vstaje slovenskega naroda je bil tako izbran 22. julij 1941, ko so partizani v Tacnu obstrelili orožnika Franca Žnidaršiča, ne pa spopad tigrovcev na Mali gori več kot dva meseca prej. TIGR je užival med Primorci ves čas velike simpatije, tigrovci, ki so se pridružili partizanom, so imeli status borcev. Spomin na TIGR je oživel po osamosvojitvi leta 1991. Ustanovljeno je bilo društvo TIGR. V prvem obdobju je sledilo samostojni poti, po letu 2010 pa je društvo postopoma prehajalo pod vpliv Zveze borcev. Predsednik Milan Kučan je organizaciji TIGR podelil zlati častni znak svobode Republike Slovenije.

## Zanimivosti
Nekatere interpretacije povezujejo vsebino Bartolovega romana Alamut s pisateljevim navdušenjem nad delovanjem organizacije TIGR.